# ADN ribosòmic

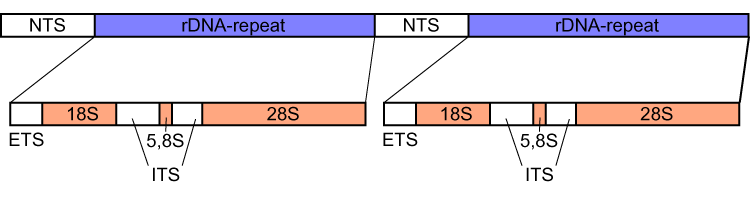
Disposició en tàndem de l'ADN ribosòmic eucariòtic dels segments 18S, 5,8S i 28S. El segment 5S de l'ADN ribosòmic es codifica per separat. NTS: espaiador no transferible, ETS: espaiador transferible extern, ITS: espaiador transferible intern.

L'ADN ribosòmic (rDNA o ADNr) és una seqüència d'ADN que codifica l'ARN ribosòmic. Els ribosomes tenen conjunts de proteïnes i molècules d'ARN ribosòmic que tradueixen les molècules d'ARN missatger per fabricar proteïnes. Tal com mostra la imatge de la dreta, l'ADN ribosòmic dels eucariotes està format per un tàndem repetit d'una unitat d'un segment, un operó, format per segments de NTS, ETS, 18S, ITS1, 5.8S, ITS2 i 28S. L'ADN ribosòmic té un altre gen, que codifica el segment ARN ribosòmic 5S, situat al genoma en la majoria d'eucariotes. El segment d'ADN ribosòmic 5S també és present en tàndems repetits com succeeix en el gènere Drosophila. En el nucli, la regió de l'ADN ribosòmic del cromosoma es visualitza com un nuclèol que forma bucles estirats de cromosomes a partir d'ADN ribosòmic. Aquestes regions d'ADN ribosòmic també són anomenades regions organitzadores de nuclèols, ja que donen lloc als nuclèols. En el genoma humà hi ha 5 cromosomes amb regions organitzadores de nuclèols: els cromosomes acrocèntrics 13, 14, 15, 21 i 22. En bacteris, arqueus i cloroplasts l'ARN ribosòmic està format per diferents unitats (més petites), l'ARN ribosòmic 23S, l'ARN ribosòmic 16S (molt utilitzat en estudis filogenètics) i l'ARN ribosòmic 5S.

## Seqüència d'homogeneïtat de la unitat de repetició
En la llarga cadena d'ADN ribosòmic, els polimorfismes entre les unitats de repetició són molt baixos, fet que indica que els tàndems de cadenes d'ADN ribosòmic evolucionen a través de l'evolució concertada. No obstant això, el mecanisme d'evolució concertada és imperfecte, de manera que els polimorfismes entre les repeticions dins d'un individu poden produir-se a nivells significatius i confondre les anàlisis filogenètics d'organismes estretament relacionats.
Les seqüències de repetició del tàndem 5S de diverses espècies de Drosophila es van comparar entre elles. El resultat va revelar que les insercions i eliminacions es produïen sovint entre espècies i sovint eren flanquejades per seqüències conservades. Podrien produir-se per lliscament de la cadena recentment sintetitzada durant la replicació de l'ADN o per la conversió de gens.

## Seqüència divergent per aclarir la filogènia
Les vies de transcripció de d'ADN ribosòmic tenen una taxa baixa de polimorfisme entre espècies, la qual cosa permet la comparació interespecífica per dilucidar la relació filogenètica amb només uns pocs exemplars. Les regions de codificació de l'ADN ribosòmic estan molt conservades entre les espècies, encara que les regions ITS són variables a causa de les insercions, eliminacions i mutacions puntuals. Entre espècies remotes com ara humans i granotes, la comparació de seqüències de les regions ITS no és apropiada. Les seqüències conservades a les regions de codificació del l'ADN ribosòmic permeten comparar espècies remotes, fins i tot entre llevats i humans. L'ARN ribosòmic 5.8S humà és idèntic en un 75% al d'un llevat. En els casos d'espècies germanes, la comparació de segments d'ADN ribosòmic, inclosos els trams ITS, entre espècies i l'anàlisi filogenètica, es realitzen satisfactòriament. Les diferents regions de codificació de l'ADN ribosòmic de repetició, en general, mostren taxes d'evolució diferents. Com a resultat, aquest ADN pot proporcionar informació filogenètica d'espècies que pertanyen a nivells sistemàtics amplis.